# Gott, man lobet dich in der Stille, BWV 120b

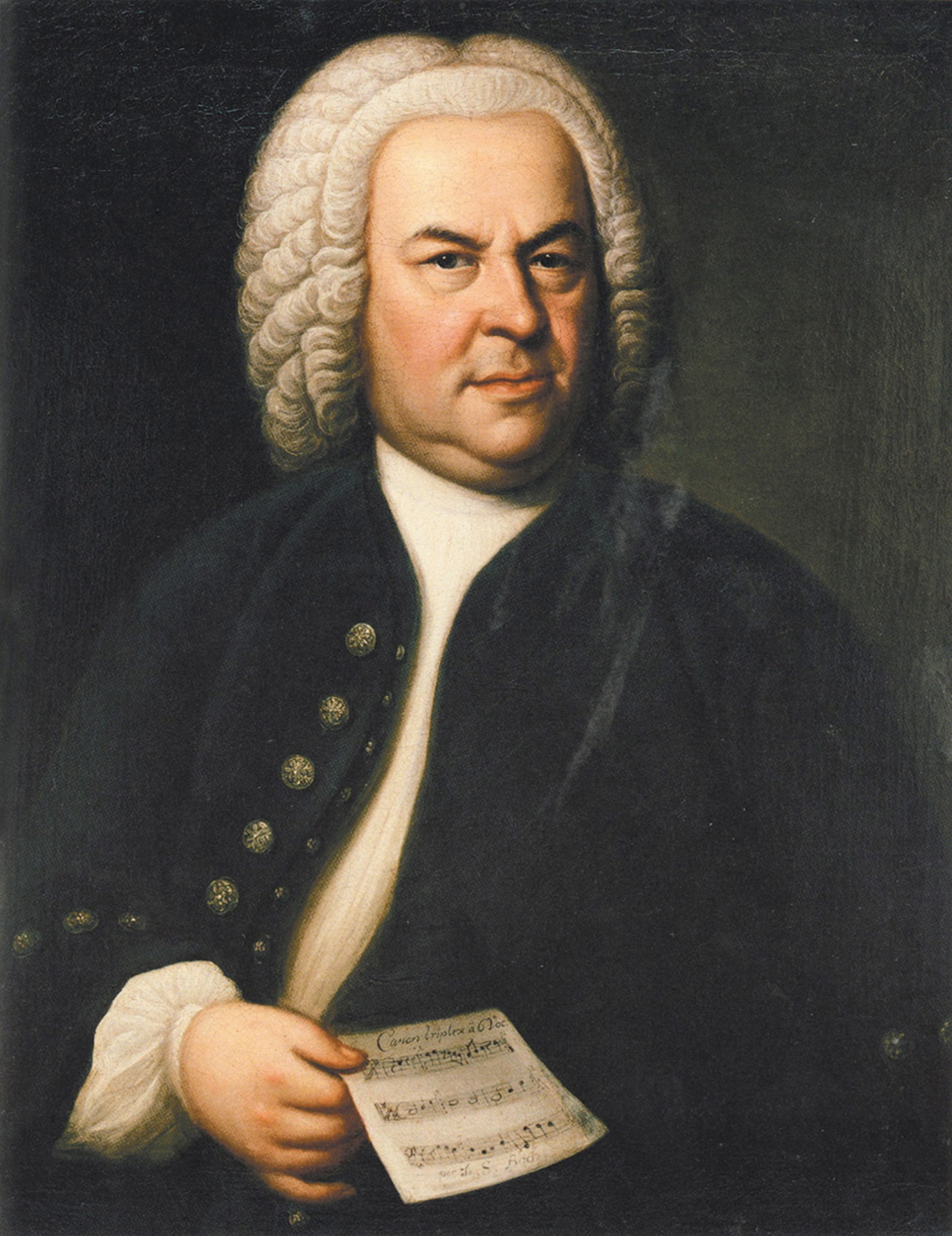
Johann Sebastian Bach, compositor de la cantata.

Gott, man lobet dich in der Stille (Dios, eres alabado en la quietud), BWV 120.3 (anteriormente BWV 120b), es una cantata de iglesia compuesta por Johann Sebastian Bach en 1730 para conmemorar la Confesión de Augsburgo.

## Historia y texto
Esta cantata conmemora el bicentenario de la Confesión de Augsburgo. Se interpretó por primera vez el 26 de junio de 1730 en la iglesia de Santo Tomás de Leipzig. La música de la pieza se perdió, pero puede reconstruirse parcialmente a partir de Gott, man lobet dich in der Stille, BWV 120.1, que se sabe que comparte parte del material musical. Esta obra relacionada fue compuesta para el Ratswechsel, la inauguración de un nuevo ayuntamiento, y tiene una partitura festiva con trompetas y timbales.
El texto proviene de Ernst-Scherzhaffte und Gedichte Satyrische. Dritter Theil (Leipzig, 1732) de Picander. La coral es de Martín Lutero.

## Estructura
La obra consta de seis movimientos:
1. Arioso: Gott, man lobet dich in der Stille (parodia de BWV 120.1)
2. Aria: Zahle, Zion, die Gelübde (parodia de BWV 120.2)
3. Recitativo: Ach! du geliebte Gottesstadt
4. Aria: Treu im Glauben (parodia de BWV 120.4)
5. Recitativo: Wohlan, du heilige Gemeinde
6. Coral: Du heilige Brunst, süßer Trost